# 영락 (고구려)
영락(永樂)은 고구려 제19대 왕 광개토대왕(廣開土大王)의 연호로 한국사 최초의 연호이다. 신묘년(辛卯年) 391년에서 임자년(壬子年) 412년까지 22년 동안의 광개토대왕의 통치기간을 나타낸다. 《광개토왕릉비》에서 확인할 수 있으며, 《삼국사기》의 광개토대왕 재위년과는 1년의 오차가 있다.

## 어원
영락(永樂)의 뜻은 "영원한 즐거움"이다.

## 주된 사건
- 원년(391년)
  - 아버지 고국양왕의 뒤를 이어 즉위하였다.[1]
  - 새 나라의 연호는 영락(永樂)이다.

- 영락 2년(392년)
  - 광개토왕은 392년 7월에 군사 4만 명을 거느리고 백제의 북쪽 변경을 공격해서 석현성 등 10여 개 성을 함락시켰다.[2]

- 영락 3년(393년)
  - 광개토왕은 백제의 공격을 393년에는 관미성에서 격퇴하였다.
  - 광개토왕은 평양을 크게 중시하여 393년에는 9개 절을 평양에 창건하였다[3]

- 영락 4년(394년)
  - 394년에는 수곡성(水谷城)에서 백제의 공격을 격퇴하였다.
  - 394년에 고구려는 백제의 침략을 방비하기 위해 남쪽 변경에 7개의 성을 쌓았다.[4] 395년에는 패수에서 백제군 8000여 명을 생포하거나 죽이는 대승을 거두었다.[5]

- 영락 5년(395년)
  - 395년에는 광개토왕이 염수(鹽水)로 진출하여 거란족 패려(稗麗)를 정벌하여 복속시키고 수없이 많은 소, 말, 양떼들을 노획하였다. 일부 학자들은 《삼국사기》의 거란 정벌(392년)과 광개토왕릉비의 비려 정벌(395년)을 동일한 사건에 대한 기록으로 보기도 한다.[6]

- 영락 6년(396년)
  - 396년 광개토왕이 대대적으로 백제를 공격하여 아리수 이북의 58개 성, 700여 개 촌락을 점령하고 위례성을 포위하였다. 이때 백제 아신왕에게서 '영원한 노객(奴客)이 되겠다.'는 항복을 받아 아신왕의 동생과 백제의 대신 10명을 인질로 잡고 개선하였다.

- 영락 7년(397년)

- 영락 8년(398년)

- 영락 9년(399년)
  - 광개토왕이 평양(平壤)으로 순행하였다.
  - 백제와 왜(倭)는 신라를 공격하고, 신라는 평양(平壤)으로 사신을 보내 광개토왕에게 구원을 청하였다.
  - 399년에는 광개토왕이 직접 평양에 행차 하였다.

- 영락 10년(400년)
  - 광개토왕은 400년에 신라에 5만 대군을 파견하여 왜군을 물리쳤다. 이때 왜군은 금관가야 종발성까지 퇴각하였고, 고구려군은 금관가야 지역까지 쫓아가 왜군을 격퇴시킨다.
  - 광개토왕은 400년에 신라를 구원하면서 신라 왕을 내물 마립간에서 실성 마립간으로 교체한다.
  - 400년 2월에 광개토왕의 고구려 주력군이 신라에서 왜군을 격퇴하고 있을 때 후연 왕 모용성은 신성(新城)과 남소성(南蘇城)을 공격한다.

- 영락 11년(401년)

- 영락 12년(402년)
  - 402년에 후연의 숙군성(宿軍城)을 공격하여 함락시켰다.

- 영락 13년(403년)

- 영락 14년(404년)
  - 광개토왕이 대방(帶方) 지역으로 쳐들어 온 백제와 왜군을 궤멸시켰다.
  - 광개토왕이 404년에도 후연을 정벌하였다, 비슷한 시기에 연군(燕郡)까지 공격하여 함락시켰다. 연군은 지금의 베이징 근방에 위치한 지역으로 이 기록에 따라 베이징 일대까지 정복했다는 주장이 있다.

- 영락 15년(405년)
  - 후연이 다시 공격해오자 광개토왕이 405년 요동성, 406년 목저성(木抵城)에서 격파하여 요동 점령을 확고히 하였다.

- 영락 16년(406년)

- 영락 17년(407년)
  - 광개토왕은 5만 군대를 동원하여 후연 군대를 격파하여 막대한 전리품을 노획하고 돌아오는 길에 후연의 6개 성을 점령하였다. 후연을 견제하기 위하여 남연(南燕)과 우호관계를 맺기도 하였다.

- 영락 18년(408년)
  - 후연이 망하자 고구려계인 고운이 북연을 건국하였다. 408년에 후연과 우호관계를 맺음으로써 서쪽 국경을 안정시켰다.[7]

- 영락 19년(409년)
  - 409년에는 광개토왕이 나라 동쪽에 독산성 등 6개 성을 쌓고 평양의 민호를 옮겨 살게 하였으며 다시 남쪽으로 순행하였다.

- 영락 20년(410년)
  - 410년에는 동부여(東夫餘)를 공격하여 굴복시켰다.[8]

- 영락 21년(411년)

- 영락 22년(412년)
  - 412년 광개토왕이 서거하였다. 《삼국사기》에는 413년에 사망한 것으로 기록되어 있어 광개토왕릉비의 기록과 차이를 보이고 있다.

## 연호대조표
| 영락 | 원년        | 2년         | 3년         | 4년         | 5년         | 6년         | 7년         | 8년         | 9년         | 10년        | 11년        | 12년        | 13년        | 14년        | 15년        |
| 서력 | 391년       | 392년       | 393년       | 394년       | 395년       | 396년       | 397년       | 398년       | 399년       | 400년       | 401년       | 402년       | 403년       | 404년       | 405년       |
| 단기 | 2724년      | 2725년      | 2726년      | 2727년      | 2728년      | 2729년      | 2730년      | 2731년      | 2732년      | 2733년      | 2734년      | 2735년      | 2736년      | 2737년      | 2738년      |
| 간지 | 신묘 (辛卯) | 임진 (壬辰) | 계사 (癸巳) | 갑오 (甲午) | 을미 (乙未) | 병신 (丙申) | 정유 (丁酉) | 무술 (戊戌) | 기해 (己亥) | 경자 (庚子) | 신축 (辛丑) | 임인 (壬寅) | 계묘 (癸卯) | 갑진 (甲辰) | 을사 (乙巳) |
| 영락 | 16년        | 17년        | 18년        | 19년        | 20년        | 21년        | 22년        |             |             |             |             |             |             |             |             |
| 서력 | 406년       | 407년       | 408년       | 409년       | 410년       | 411년       | 412년       |             |             |             |             |             |             |             |             |
| 단기 | 2739년      | 2740년      | 2741년      | 2742년      | 2743년      | 2744년      | 2745년      |             |             |             |             |             |             |             |             |
| 간지 | 병오 (丙午) | 정미 (丁未) | 무신 (戊申) | 기유 (己酉) | 경술 (庚戌) | 신해 (辛亥) | 임자 (壬子) |             |             |             |             |             |             |             |             |

## 동시대 연호
- 동진(東晉, 317년 ~ 420년)
  - 융안(隆安)
  - 원흥 (동진)(元興)
  - 대형 (동진)(大亨)
  - 의희(義熙)

## 참고하기
- 한국의 연호